# Cerodontha voluptabilis
Cerodontha voluptabilis är en tvåvingeart som beskrevs av Spencer 1977. Cerodontha voluptabilis ingår i släktet Cerodontha och familjen minerarflugor. Inga underarter finns listade i Catalogue of Life.